# Dolezsalek Antal József
Dolezsalek Antal József (Lipnitz, Csehország, 1799. április 3. – Bécs, 1849. augusztus 19.) az országos vakok intézetének igazgatója s a budapesti zeneegylet alelnöke.

## Élete
Atyja kántor-tanító volt; a fiúnak zenére való hajlamai korán jelentkeztek; már mint 8 éves fiú orgonán és hegedűn játszott a templomban; gymnasiumi tanulmányai után a prágai egyetemen bölcseletet hallgatott és mellékesen a zenében, különösen a fuvó- és vonó-hangszereken is képezte magát. 1818-ban a piarista rendbe lépett és a három próbaév alatt paedagogiai ismereteit gyarapította; azután kilépett a rendből és a bécsi egyetem hallgatója lett. 1823-ban Krumauban (Csehország) gymnasiumi tanár és azon évben Prágában a császári és királyi mintaiskola igazgató-tanítója lett, hol egy vak fiút a tudományokban és zenében oktatott és egyúttal a vakok oktatási módszerében kiképezte magát; 1825-től a prágai gimnáziumban, 1830-tól pedig a tábori főiskolában tanított. 1832-ben a Pesten alapított országos vakok intézete igazgatójának hivatott meg és ezen állását 1833. szeptember 1. elfoglalta; 1846. április 24-éig volt az intézet élén, midőn állásából elmozdíttatott; azután Bécsbe ment, hol szintén a vakok, siketnémák és szellemi fogyatékosok oktatásával foglalkozott. Alatta az intézet német jelleget öltött, mert Dolezsalek magyarul soha sem tanult meg; a híres magyarellenes szlovák evangélikus lelkész Kollár volt legjobb barátja. Elvitathatatlan érdeme marad, hogy a város és megye figyelmét a vakok intézete iránt felköltötte. 1845-ben hosszabb utazást tett Európa nagy részében a nevelőintézetek, különösen pedig a vakok és siketnémák intézeteinek tanulmányozása végett.

## Munkái
- Beszéd, mely ő csász. kir. főherczegsége József Magyarország nádorispánja… ugymint a pesti vakok intézete alapítója s pártfogójának 1835. márcz. 29. képe fölállítása alkalmával tartatott; és rövid históriája ezen intézetnek, mely ugyanazon alkalommal Füredy László, az intézet világtalan professora által előadatott. Pest, 1835. (Magyar és német szöveggel.)
- Tudósítás a vakok intézete alkotmányáról. Pesten, az intézetbeli növendékek imádságaival és énekeivel együtt… Uo. 1836. (Ugyanez németül.)
- Utasítás mikép kell világtalan gyermekekkel kisded koruktól kezdve czélszerűen bánni. Buda, 1837. (Ugyanez németül: Uo. 1838.)
- Ansichten über die Erziehung der Zöglinge einer Blinden-Anstalt, über die Versorgungs-Anstalten für Blinde, über die Klein-kinder-Bewahrschulen in Bezug auf die Aufnahme blinder Kinder; und über die Ausfühbarkeit der Errichtung von Blinden-Anstalten in einzelnen Provinzen. Nebst einer Abhandlung über die Gymnastik der Blinden und der Geschichte des ungarischen Blinden-Instituts in Pesth. Pest, 1841. (D. önéletrajzával.
- A magyar vaknevelőintézet eseményei, nehány vizsgálat és jelentéssel annak jelenleges állapotáról. Szerzé az épület talpkövének letétele alkalmakor. Pest, 1842. (Ugyanez németül.) Munkáit eredetileg mind németül irta s azokat Dienes Lajossal fordítatta magyarra.
- Immerwährender Kalender für Blinde vom Jahre 1800–1900. Wien, 1847.
- Arcképe kőnyomatban, rajzolta Eybl 1841-ben nyomt. A Leykum Bécsben.

Cikkei: Hertelendy Gábor a vak tanító (Nemzeti Ujság 1844. II. 80. 81. sz.), Mayer J. A., der erblindete Maler (Der Ungar 1845. 159. sz.). Paedagogiai vázlatok (Honderű 1845. II. 23–25. sz.)